# Никитин, Игорь Иванович
Игорь Иванович Никитин (род. 29 февраля 1952, Комсомольск-на-Амуре, Хабаровский край) — советский тяжелоатлет, призёр чемпионатов Европы, мира и Олимпийских игр, заслуженный мастер спорта СССР, заслуженный тренер России.

## Спортивная карьера
| Международные соревнования |              |                  |           |           |                |
| Год                        | Соревнование | Место проведения | Результат | Сумма, кг | Рывок + толчок |
| 1978                       | ЧЕ           | Гавиржов         | 2-е место | 362,5     | 162,5 + 200    |
| 1980                       | ОИ (ЧМ)      | Москва           | 2-е место | 392,5     | 177,5 + 215    |
| Чемпионат СССР             |              |                  |           |           |                |
| Год                        | Соревнование | Место проведения | Результат | Сумма, кг | Рывок + толчок |
| 1977                       |              | Ростов-на-Дону   | 3-е место | 375       | 165 + 210      |
| 1980                       |              | Москва           | чемпион   | 397, 5    | 181,5 + 217,5  |

В 1978—1980 установил 2 мировых рекорда.

## Биография
После завершения спортивной карьеры:
- 1983—1989 — тренер команды тяжелой атлетики, главный тренер Вооруженных Сил СССР по тяжелой атлетике;
- 1989—1994 — главный тренер ЦСКА по видам спорта;
- 1990 — заочно закончил ВИФК в Ленинграде;
- 1994—1998 — главный тренер сборной России по тяжелой атлетике.

В 1994 году уволился в запас в звании подполковника.